# Bărbătești (okręg Ardżesz)
Bărbătești – wieś w Rumunii, w okręgu Ardżesz, w gminie Cocu. W 2011 roku liczyła 588 mieszkańców.